# Maria Cândea
Maria (Antoniade) Cândea (n. 2 octombrie 1889, Galați – d. 16 aprilie 1974, București) a fost profesoară de limba franceză, doctor în litere, cea care a înființat și condus ca directoare Școala normală de fete „Regina Maria” din Ploiești

## Biografie

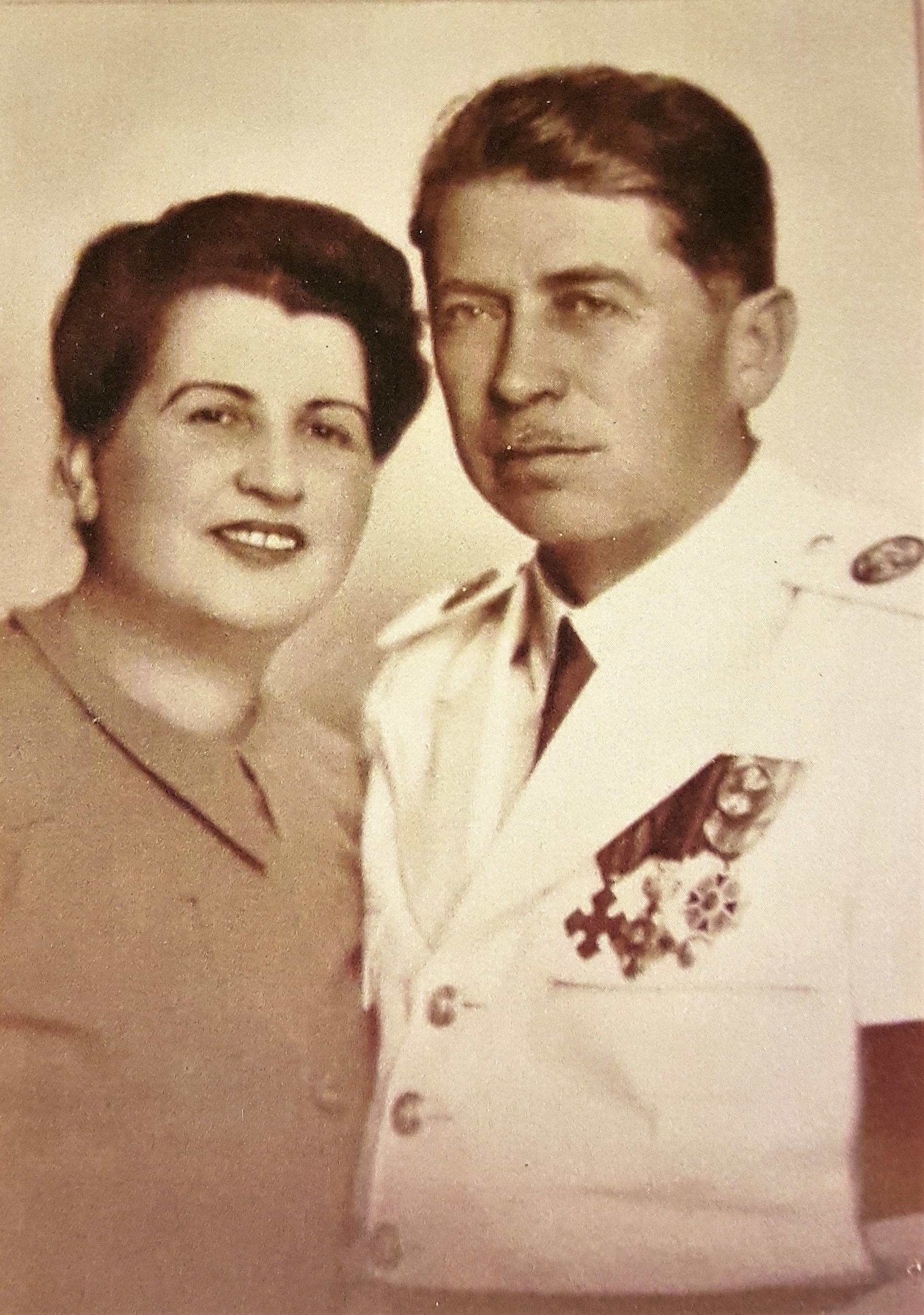
Constantin Cândea și Maria (Antoniade) Cândea

Maria (Antoniade) Cândea s-a născut la 2 octombrie 1889 la Galați.
A absolvit cursurile Unversității Sorbona din Paris cu doctorat în litere, activând apoi ca profesor de limba franceză.
La 10 noiembrie 1918 a înființat și condus ca directoare Școala pregătitoare de fete pentru învățătoare la Gherghița. Această unitate de învățământ se transformă în Școală normală de fete „Regina Maria” în 1919, iar în anul 1920 se mută la Ploiești tot sub conducerea Mariei (Antoniade) Cândea în localul unde funcționează și astăzi sub numele Colegiul Național Pedagogic „Regina Maria”.
A fost căsătorită cu Constantin Cândea (n. 15 decembrie 1887, Mărgineni, județul Bacău – d. 4 martie 1971, București),  profesor universitar doctor inginer în chimie, rectorul Universității Politehnica Timișoara. Maria (Antoniade) Cândea a fost director al Școlii normale de fete „Regina Maria” până în toamna anului 1930, când pleacă la Timișoara.
Maria (Antoniade) Cândea a decedat la 16 aprilie 1974 la București la 85 de ani. Este înmormântată la Cimitirul Bellu figura 4.